# Monocystis sipunculi
Monocystis sipunculi is een soort in de taxonomische indeling van de Myzozoa, een stam van microscopische parasitaire dieren. Het organisme komt uit het geslacht Monocystis en behoort tot de familie Monocystidae. Monocystis sipunculi werd in 1845 ontdekt door von Kolliker.